# Harry McGurk
Harry McGurk (Glasgow, 23 februari 1936 - Melbourne, 17 april 1998) was een Schots psycholoog. Hij kreeg bekendheid door de ontdekking van het naar hem genoemde mcgurkeffect.
Harry McGurk overleed in Melbourne op 62-jarige leeftijd aan de complicaties na een hartoperatie.